# Скотт Едвард Паразинський
Скотт Едвард Паразинський (пол. Scott Parazynski; 28 липня 1961, Літл-Рок) — американський астронавт польського походження, учасник п'яти польотів у космос (загальною тривалістю 57 діб 15 годин 34 хвилини), під час яких здійснив сім виходів у відкритий космос.

## Біографія
Скотт Паразинський народився 28 липня 1961 року в Літл-Року, округ Пьюлаські штат Арканзас. Дитинство провів у Пало-Альто (округ Санта-Клара штату Каліфорнія) і Еверджін (англ. Evergreen, округ Джефферсон штату Колорадо). Навчався у початковій школі в Дакарі (Сенегал), потім у Бейруті (Ліван); в середню школу пішов в Тегерані (TAS, від англ. Tehran American School, Іран), закінчив її в 1979 році в Афінах (англ. American Community Schools, Греція).
У 1983 році Паразинський отримав ступінь бакалавра біологічних наук в Стенфордському університеті. А в 1989 році з відзнакою закінчив Стенфордську медичну школу (англ. Stanford Medical School). Після цього, до 1990 року Скотт працював лікарем-інтерном в жіночому госпіталі при Гарвардській медичній школі (HMS, від англ. Harvard Medical School).

## Робота в НАСА
- З 1990 року працював у Центрі Еймса (ARC, від англ. Ames Research Center) в НАСА, де проводив дослідження по зневодненню організму під час космічних польотів, брав участь у розробках обладнання для тривалих космічних польотів.

- 31 березня 1992 був відібраний як кандидат в астронавти 14-го набору НАСА, в результаті чого пройшов повний курс космічної підготовки, по закінченні якого отримав кваліфікацію фахівець польоту. Потім отримав призначення в Відділення розробки місій (англ. Mission Development Branch) Відділу астронавтів.

- Після зарахування в загін астронавтів НАСА пройшов 22-місячну підготовку з медицини надзвичайних ситуацій в Денвері, штат Колорадо. Потім працював у Відділенні планування (англ. Operations Planning Branch), де відповідав за підготовку до польотів на шаттлах, КА «Союз» і МКС. Був заступником відділення МКС по тренуванню екіпажів та проведення робіт на орбіті. Пізніше очолював Відділення позакорабельної діяльності (EVA, від англ. Extra-vehicular activity).